# یونایتد اورسیز بانک

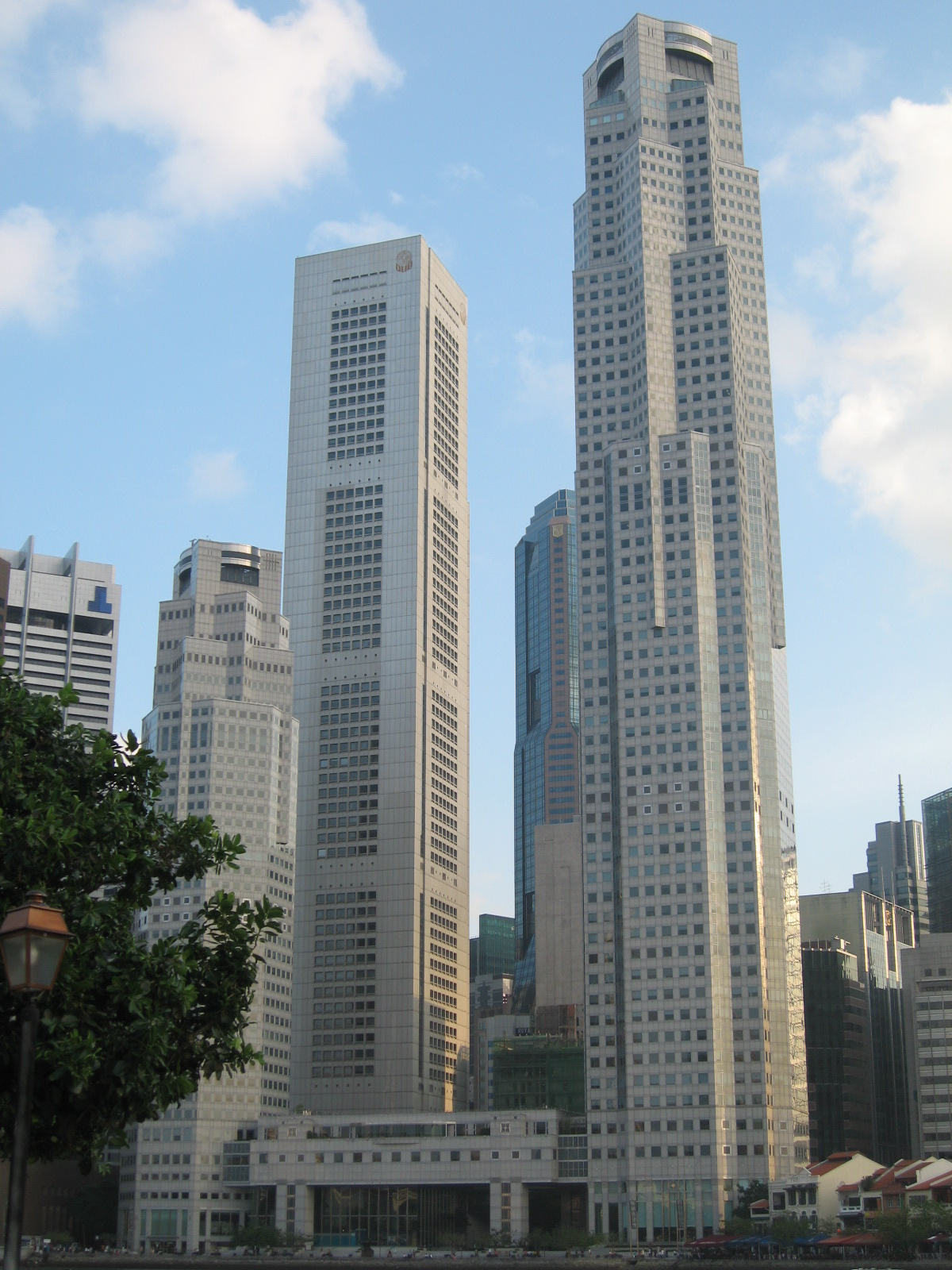
ساختمان مرکزی یونایتد اورسیز بانک

یونایتد اورسیز بانک (به انگلیسی: United Overseas Bank) شرکت خدمات مالی و بانکداری سنگاپوری است، که در زمینه ارائه خدمات بانکداری خرد، بانکداری سرمایه‌گذاری و مدیریت سرمایه‌گذاری فعالیت می‌کند.
بانک یونایتد اورسیز بانک در سال ۱۹۳۵ توسط وی کنگ چیانگ تأسیس شد و در حال حاضر دارای شبکه‌ای از ۵۶۸ شعبه در ۱۹ کشور آسیا-اقیانوسیه، اروپای غربی و آمریکای شمالی می‌باشد.
شعبه مرکزی این بانک در شهر سنگاپور، سنگاپور قرار دارد و بخشی از سهام آن در بازار بورس سنگاپور معامله می‌شود.